# Hyphydrus boettcheri
Hyphydrus boettcheri – gatunek wodnego chrząszcza z rodziny pływakowatych, podrodziny Hydroporinae i plemienia Hyphydrini.

## Taksonomia
Gatunek opisany został w 1982 roku przez Olofa Biströma. Zaliczany jest do grupy gatunków signatus.

## Opis
Przednie krętarze samców z niewielkim wcięciem o ostrych krawędziach, symetryczne. Przednie i środkowe stopy samców jasne. Przedplecze ciemne z jasnymi, całkiem wąskimi obszarami po bokach. Pokrywy ciemne z obszarami jasno ubarwionymi, gęsto punktowane. Ich punktowanie w części środkowej prawie równe (poszczególne punkty zbliżonej wielkości). Odległości między punktami w przybliżeniu równe ich średnicy. Penis posiada wierzchołkowo-boczną kępkę włosków, w obrysie części przedniej widzianej z boku jest zakrzywiony. W widoku grzbietowym płatki penisa nie są przedłużone zewnętrznie, wierzchołkowo.

## Występowanie
Gatunek ten jest endemitem Filipin znanym z Luzonu.